# هارون جيوريب
هارون جيوريب (بالإنجليزية: Aaron Xuereb)‏ هو لاعب كرة قدم مالطي في مركز الدفاع، ولد في 3 أكتوبر 1979 في فلوريانا في مالطا. شارك مع منتخب مالطا تحت 21 سنة لكرة القدم ومنتخب مالطا لكرة القدم. أما مع النوادي، فقد لعب مع غزيرا يونايتد ونادي فلوريانا ونادي هيبرنيانز.

## وصلات خارجية
- هارون جيوريب على موقع قاعدة بيانات كرة القدم.إي يو (الإنجليزية)
- هارون جيوريب على موقع ناشيونال فوتبول تيمز (الإنجليزية)